# Jordan Ladd
Jordan Elizabeth Ladd (ur. 14 stycznia 1975 w Hollywood) – amerykańska aktorka.

## Życiorys
Urodziła się w Hollywood w Kalifornii jako córka Cheryl Ladd (z domu Stoppelmoor), aktorki, i Davida Alana Ladda, producenta filmowego. Jej dziadek ze strony ojca, Alan Ladd, był hollywoodzkim aktorem. Jej ojciec jest pochodzenia żydowskiego i angielskiego, a matka ma korzenie niemieckie i angielskie. W 1980, kiedy miała pięć lat jej rodzice rozwiedli się. Uczyła się w Webb Schools w Claremont w Kalifornii w pierwszej i drugiej klasie liceum. Uczęszczała na Southern Methodist University w University Park w Teksasie przez rok (1992–1993), po czym porzuciła studia.
Już jako dwuletnie dziecko występowała w reklamach telewizyjnych z Jamesem Garnerem. W jednym z odcinków serialu telewizji ABC Aniołki Charliego – pt. „Anioł w moich myślach” (1978) pojawiła się jako 3–letnia Kris Munroe. W wieku piętnastu lat powróciła na mały ekran w roli kelnerki w dramacie telewizyjnym NBC Ofiara niewinności (The Girl Who Came Between Them, 1990) u boku swojej matki i Tony’ego Denisona. Mając 18 lat wystąpiła w roli kelnerki w dramacie telewizyjnym CBS Złamana obietnica (Broken Promises: Taking Emily Back, 1993), gdzie główną bohaterkę grała jej matka.
Grała w niskobudżetowych filmach, w tym jako Bette Davis w dramacie biznesowym Stand-Ins (1997) i komedii romantycznej Ten pierwszy raz (Never Been Kissed, 1999) z Drew Barrymore. Po tym, jak magazyn „Stuff” umieścił ją na liście 100 najseksowniejszych kobiet na świecie, Ladd zagrała wyczerpaną aktorkę Amber Lyons walczącą o Oscara w dramacie kryminalnym E! Entertainment Najlepsza aktorka (Best Actress, 2000). Potem znalazła się w obsadzie filmów Eliego Rotha – Śmiertelna gorączka (2002) i Hostel 2 (2007) – oraz Quentina Tarantino – Grindhouse Vol. 1: Death Proof (2007).
W 2001 zawarła związek małżeński z montażystą filmów dokumentalnych Conorem O’Neillem. Rozwiedli się w lipcu 2005.

## Filmografia
- Ofiara niewinności (The Girl Who Came Between Them, 1990) jako Kelnerka
- W objęciach wampira (Embrace of the Vampire, 1994) jako Eliza
- Inside Out (1997) jako Summer
- Donikąd (Nowhere, 1997) jako Alyssa
- Stand-Ins (1997) jako Monica
- Największa obawa matki (Every Mother's Worst Fear, 1998) jako Martha Hoagland
- Taking the Plunge (1999)
- Ten pierwszy raz (Never Been Kissed, 1999) jako Gibby
- Specjalni (The Specials, 2000) jako Nightbird/Shelly
- Życie chłopców 3 (Boys Life 3, 2000) jako Summer
- Miłość jak ze snu (The Deadly Look of Love, 2000) jako Janet Flanders
- Najlepsza aktorka (Best Actress, 2000) jako Amber Lyons
- Puzzled (2001) jako Skye
- Miłość w wielkim mieście (The Perfect You, 2002) jako Dana
- Śmiertelna gorączka (Cabin Fever, 2002) jako Karen
- Przyciemniony pokój (Darkened Room, 2002) jako Dziewczyna #1
- Zabójczy kurort (Club Dread, 2004) jako Penelope
- Dom szaleńców (Madhouse, 2004) jako Sara
- Pieska miłość (Dog Gone Love, 2004) jako Arianna
- Kelnerzy (Waiting..., 2005) jako Danielle
- Przypadkowy morderca (Accidental Murder, 2005) jako Rebecca
- Inland Empire (2006) jako Terri
- Dynamic:01: The Best of DavidLynch.com (2007) jako Dziewczyna #1
- Grindhouse Vol. 1: Death Proof (2007) jako Shanna
- Hostel 2 (Hostel: Part II, 2007) jako Stephanie
- Al's Beef (2008) jako Nieznajoma
- Grace (2009) jako Madeline Matheson
- Wishing Well (2009)
- Kobieta ze snu (2012) jako Rachel Arai
- Śmierć na trzynastym piętrze (2012) jako Ariana Braxton